# HMS Imperial (D09)
HMS Imperial (D09) là một tàu khu trục lớp I được Hải quân Hoàng gia Anh Quốc chế tạo ngay trước Chiến tranh Thế giới thứ hai, và đã phục vụ cho đến khi bị đánh đắm trong trận Crete vào năm 1941.

## Thiết kế và chế tạo
Imperial được đặt hàng vào ngày 30 tháng 10 năm 1935 cho hãng Hawthorn Leslie tại Hebburn trong Chương trình Chế tạo Hải quân 1935. Nó được đặt lườn vào ngày 22 tháng 1 năm 1936, được hạ thủy vào ngày 11 tháng 12 năm 1936 và hoàn tất vào ngày 30 tháng 6 năm 1937 sau khi bị trì hoãn do chậm bàn giao bệ tháp pháo, với chi phí 257.117 Bảng Anh, không tính đến những thiết bị do Bộ Hải quân Anh cung cấp như vũ khí, đạn dược và trang bị thông tin liên lạc.
Imperial có trọng lượng choán nước tiêu chuẩn 1.370 tấn Anh (1.390 t), và lên đến 1.888 tấn Anh (1.918 t) khi đầy tải. Con tàu có chiều dài chung 323 foot (98,5 m), mạn thuyền rộng 33 foot (10,1 m) và chiều sâu của mớn nước là 12 foot 5 inch (3,8 m). Nó được cung cấp động lực bởi hai turbine hơi nước hộp số Parsons, dẫn động hai trục chân vịt, cung cấp một công suất tổng cộng 34.000 mã lực càng (25.000 kW) và cho phép có được tốc độ tối đa 36 hải lý trên giờ (67 km/h; 41 mph). Hơi nước được cung cấp cho các turbine bởi ba nồi hơi ống nước Admiralty 3 nồi. Nó mang theo tổng cộng 470 tấn Anh (480 t) dầu đốt, cho phép một tầm xa hoạt động 5.530 hải lý (10.240 km; 6.360 mi) khi di chuyển ở tốc độ đường trường 15 hải lý trên giờ (28 km/h; 17 mph). Thủy thủ đoàn của con tàu gồm 145 sĩ quan và thủy thủ trong thời bình.
Con tàu được trang bị bốn khẩu pháo QF 4,7 in (120 mm) Mk. IX 45-calibre trên các bệ nòng đơn. Cho mục đích phòng không, Imperial có hai khẩu đội súng máy Vickers 0,5 inch (12,7 mm) Mk.I bốn nòng. Nó còn có hai dàn 5 ống phóng ngư lôi trên mặt nước dành cho ngư lôi 21 in (530 mm). Một đường ray thả mìn sâu cùng hai máy phóng được trang bị, và ban đầu có 30 quả mìn sâu được mang theo, nhưng được tăng lên 35 quả không lâu sau khi chiến tranh nổ ra.

## Lịch sử hoạt động
Trong Chiến tranh Thế giới thứ hai, Imperial đã tham gia Chiến dịch Na Uy năm 1940 trước khi được chuyển sang khu vực Địa Trung Hải hộ tống các đoàn tàu vận tải tăng viện cho Malta đang bị bao vây. Trong cuộc triệt thoái khỏi Crete, sau khi bánh lái của nó bị hỏng do một quả bom ném suýt trúng, nó bị tàu khu trục Hotspur đánh đắm vào ngày 29 tháng 5 năm 1941.